# Đại thành Toán pháp
Đại thành toán pháp, hay Toán pháp đại thành (chữ Nôm: 算法大成), là một cuốn sách toán học cổ của Việt Nam, được tác giả là Lương Thế Vinh biên soạn vào giữa Thế kỉ 15. Hiện nay còn bản in Đại thành toán pháp thời vua Lê Dụ Tông, niên hiệu Vĩnh Thịnh (1705-1719). Ngoài ra, Viện Nghiên cứu Hán-Nôm còn có hai bản; bản mới nhất được chép năm Giáp Thân, thời kì vua Bảo Đại (1944).

## Nội dung
Đại thành toán pháp bao gồm các bài toán, thuật giải, và kết quả số. Ngoài bảng cửu chương, sách còn nói về các số lớn: ức, triệu, kinh, thê, cai, nhương, giản, chinh, ti, cực. Cứ vạn vạn bậc dưới ăn một bậc trên, ví dụ: vạn vạn ức là một triệu, vạn vạn triệu là một kinh. Nhưng sách lại không cho biết vạn vạn là bao nhiêu.
Nội dung sách có thể tóm lược, dựa theo Alexei Volkov như sau:
Các bài toán 1-35 nói về vấn đề phân chia. Thí dụ, bài toán 1-2 có thể diễn đạt theo ngôn ngữ đại số như sau: cho {\displaystyle y=ax,z=bx,x+y+z=n}, tìm {\displaystyle x,y,z}.
Các bài toán 36-42 nói về việc tính diện tích các hình phẳng, bao gồm hình vuông, hình chữ nhật, hình xấp xỉ hình thang, và hình tròn. Số pi, tỉ lệ giữa chu vi và đường kính hình tròn, được lấy là 3:1.
Nhóm bài toán 43-69 dành cho các vấn đề về tỉ lệ, có nói về phương pháp tính chiều cao của một vật khi chiều cao của một vật khác và độ dài bóng nắng của hai vật đã biết. Cũng liên quan đến tỉ lệ, có bài toán tính số đồ vật có thể mua với một khoản tiền khi biết giá của chúng.
Bài toán 70-85 nói về vấn đề khai căn số, các thuật giải để chuyển đổi các đơn vị tiền tệ.
Nhóm bài toán 86-93 nói về nhân, chia, và các bài toán tính thể tích (của các thuyền). Ngoài ra cũng có các thuật bói toán.
Các bài toán 94-131 nói về vấn đề tính hình phẳng, bao gồm hình chữ nhật, đoạn tròn, hình sừng trâu, hình trống, hình ellipse, hình vành khăn, hình con mắt, hình tam giác cân, hình đa giác gồm nhiều hình thang ghép lại, tứ giác. Ngoài ra có bài toán về tính căn bậc hai, thể tích các khối thẳng, và đổi đơn vị.
Sách cũng có riêng một phần về việc tính thuế đất. Phần cuối sách nói về vấn đề "bói toán", tính độ cao của cây khi biết độ dài của bóng nắng. Sách cũng có một số bài toán trích trong Tôn tử toán kinh.